# Africalpe
Africalpe là một chi bướm đêm thuộc họ Erebidae.

## Các loài
- Africalpe intrusa Krüger, 1939
- Africalpe nubifera Hampson, 1907
- Africalpe vagabunda Swinhoe, 1884